# Fulvetta de Verreaux
Fulvetta ruficapilla
Espèce
Synonymes
- Siva ruficapilla (protonyme)
J. Verreaux, 1870
- Alcippe ruficapilla (J. Verreaux, 1870)

Statut de conservation UICN

 LC  : Préoccupation mineure
La Fulvetta de Verreaux (Fulvetta ruficapilla), autrefois connu en tant que Alcippe de Verreaux, est une espèce de passereaux de la famille des Paradoxornithidae. Selon les classifications, Fulvetta danisi en est faite une sous-espèce, mais le COI en fait une espèce distincte, l’Alcippe de Danis.

## Répartition
Cet oiseau est endémique du centre de la Chine.

## Taxonomie

### Sous-espèces
D'après la classification de référence (version 5.2, 2015) du Congrès ornithologique international, cette espèce est constituée des sous-espèces suivantes :
- F. ruficapilla ruficapilla (J. Verreaux, 1870)
- F. ruficapilla sordidior (Rippon, 1903)